# SCAMP2
SCAMP2‏ (Secretory carrier membrane protein 2) هوَ بروتين يُشَفر بواسطة جين SCAMP2 في الإنسان.